# Métier à la tire
Un métier à la tire est un métier à tisser utilisé pour le tissage de différentes matières textiles en soulevant une partie des fils de chaîne pour introduire certains fils de trame et obtenir ainsi un motif et non un tissu uni. ce métier est également dénommé « métier à la grande tire ».
Les métiers à la tire apparaissent à la fin du Moyen Âge en Italie, et sont importés en France au début du XVIIe siècle.

## Structure
La structure lourde d'un métier est constitué de quatre poutres de bois verticales bloquées au plafond de la pièce et tenus entre eux à des distances fixes par des traverses. Les fils de chaîne partent d'un rouleau de bois fixé à l'arrière du métier et aboutissant à un rouleau disposé en face à l'avant. Un battant portant un peigne est suspendu entre les piliers et pend au milieu du métier. Les fils de chaîne passent par ce peigne et par les lisses.   Cette description concerne les métiers à basse lisse dont les fils de chaine sont horizontaux

## Fonctionnement
Le tissage consiste à passer, à l'aide d'une navette, le fil de trame entre les fils de chaine pris (soulevés par les lisses) et les fils de chaine laissés.  Un passage est appelé duite. Pour la duite suivante, d'autres fils de chaine sont pris.  Après chaque duite, le peigne est balancé de façon à tasser le nouveau fil de trame contre les fils précédents.
Les lisses sont des fils de coton servant à tirer ou soulever les fils de chaine passés dans un maillon.  Pour de simples toiles elles sont regroupées sur deux bâtons de lame alternativement montés ou laissés (basse lisse) à l'aide de marches (pédales).  Pour des tissages plus complexes on peut aller jusqu'à 6 ou 8 marches.  Pour des dessins complexes (motifs de soierie) les lisses sont manipulées par des lacs, cordons servant à soulever/tirer un nombre particulier de fils de chaines.  Ces lacs étaient manipulés par un tireur de lacs, travail éprouvant car il demande une attention d'autant plus grande que le dessin est complexe.  Les tireurs de lacs ont été remplacés par un mécanisme inventé par Jacquard (1752-1834): les lacs sont commandées par des trous pratiqués dans des cartes perforées. [d'après le 'dictionnaire historique des étoffes, Elizabeth Hardouin-Fugier, Bernard Berthod, Martine Cavent-Fusaro, Ed. de l'amateur, 1994].

## Histoire et évolution
Le métier à la tire existe depuis le Xe siècle en Chine.
Le métier à la tire existe à la Renaissance en Italie, qui a alors en Europe le monopole de cet outil et donc de la fabrication des tissus à grands motifs.
Ce métier est importé et perfectionné aux alentours des années 1600 par Claude Dangon à Lyon. Dans cette même cité, il connait au cours du XVIIIe siècle d'importantes améliorations, et de nombreux inventeurs tentent de le perfectionner, notamment pour supprimer le tirage des lacs.
Son histoire se termine avec la mise au point du Métier Jacquard, début XIXe, qui le rend obsolète.